# Котляров, Алексей Олегович
Алексе́й Оле́гович Котляро́в (род. 11 мая 1989, Магнитогорск, Челябинская область, СССР) — российский футболист, полузащитник.

## Карьера
Воспитанник СДЮШОР-4 Магнитогорска. В дальнейшем играл за молодёжный состав «Рубина» и за его фарм-клуб. Единственный матч в Премьер-лиге провёл 29 ноября 2009 года против «Кубани» (3:0), заменив на 72-й минуте Макбета Сибайю. В 2010 году стал обладателем Кубка чемпионов Содружества. В том же году был арендован «Химками». В 2011—2012 годах защищал цвета «Нефтехимика» также на правах аренды. В феврале 2013 года подписал контракт с «Факелом». Летом того же года перешёл в пензенский «Зенит». Завершил карьеру в 2015 году в клубе «Рубин-2».

## Достижения
- Чемпион России: 2009
- Обладатель Кубка чемпионов Содружества: 2009
- Финалист Кубка России: 2008/09
- Победитель зоны «Урал-Поволжье» Второго дивизиона: 2011/12
- Серебряный призёр зоны «Центр» Второго дивизиона: 2012/13